# Solec nad Wisłą (gmina)
Pour les articles homonymes, voir Solec nad Wisłą.
La gmina de Solec nad Wisłą est une commune rurale (gmina wiejska) du powiat de Lipsko dans la Voïvodie de Mazovie, dans le centre-est de la Pologne.
Son siège administratif (chef-lieu) est le village de Solec nad Wisłą, qui se situe environ 8 kilomètres à l'est de Lipsko (siège de la Powiat) et 132 kilomètres au sud-est de Varsovie (capitale de la Pologne).
La gmina couvre une superficie de 137,41 km2 pour une population de 5 633 habitants en 2006.

## Histoire
De 1975 à 1998, la gmina est attachée administrativement à la voïvodie de Radom.

Depuis 1999, elle fait partie de la voïvodie de Mazovie.

## Géographie
La gmina de Solec nad Wisłą inclut les villages et localités suivantes :

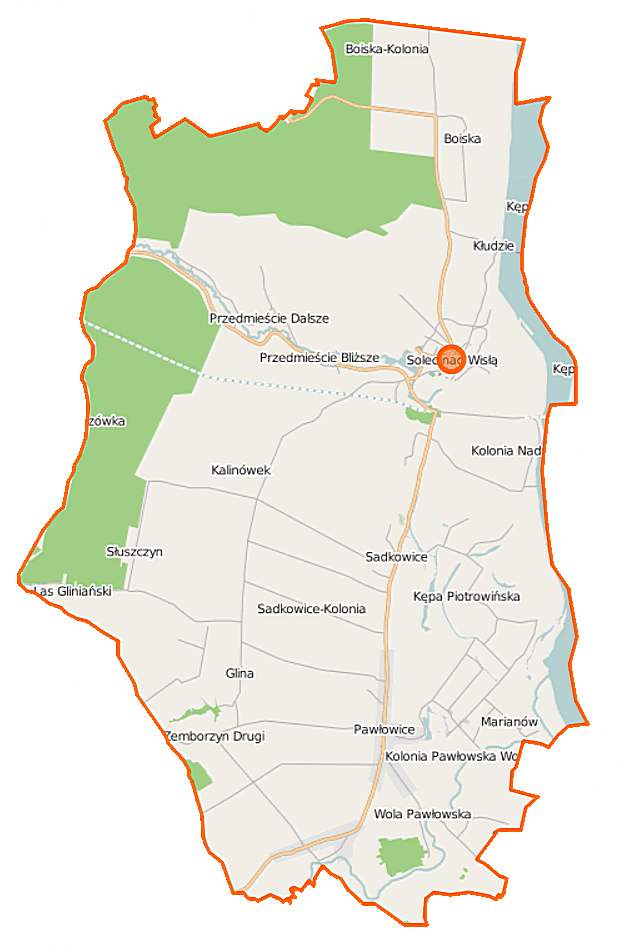
Plan de la gmina

- Boiska
- Boiska-Kolonia
- Dziurków
- Glina
- Kalinówek
- Kłudzie
- Kolonia Nadwiślańska
- Las Gliniański
- Marianów
- Pawłowice
- Przedmieście Bliższe
- Przedmieście Dalsze
- Raj
- Sadkowice
- Słuszczyn
- Solec nad Wisłą
- Wola Pawłowska
- Zemborzyn Drugi
- Zemborzyn Pierwszy
- Zemborzyn-Kolonia

### Gminy voisines
La gmina de Solec nad Wisłą est voisine des gminy suivantes :
- Chotcza
- Józefów nad Wisłą
- Łaziska
- Lipsko
- Tarłów

## Structure du terrain
D'après les données de 2002, la superficie de la commune de Solec nad Wisłą est de 137,41 km2, répartis comme tel :
- terres agricoles : 71 %
- forêts : 21 %

La commune représente 18,38 % de la superficie du powiat.

## Démographie
Données du 31 décembre 2012 :
| description        | Total  | Total | Femmes | Femmes | Hommes | Hommes |
| ------------------ | ------ | ----- | ------ | ------ | ------ | ------ |
| Unité              | Nombre | %     | Nombre | %      | Nombre | %      |
| population         | 5 304  | 100   | 2 748  | 51,8   | 2 556  | 48,21  |
| Densité (hab./km²) | 38,6   | 38,6  | 20     | 20     | 18,6   | 18,6   |